# Відродження (товариство у Львові)
«Відро́дження» — українське товариство, метою якого була боротьба проти вживання алкоголю й нікотину. Засновано 14 лютого 1909 року у Львові.

## Діяльність товариства
У 1930-х роках товариство мало 18 філій і 122 гуртки, які охоплювали понад 6400 членів.
Товариство організовувало у містах і селах Галичини протиалкогольні курси, лекції, влаштовувало віча, видавало у місті Рогатин ілюстрований місячник «Відродження» (1928—1939) і додаток «Ми молоді» (1930—1939), випускало низку брошур.
Головні діячі: Раковський Іван (перший голова товариства), Парфанович Софія, Каменецький Юліан, Ценко Микола, Волчук П., Костюк І., Герасимович Іван.